# Jet2.com

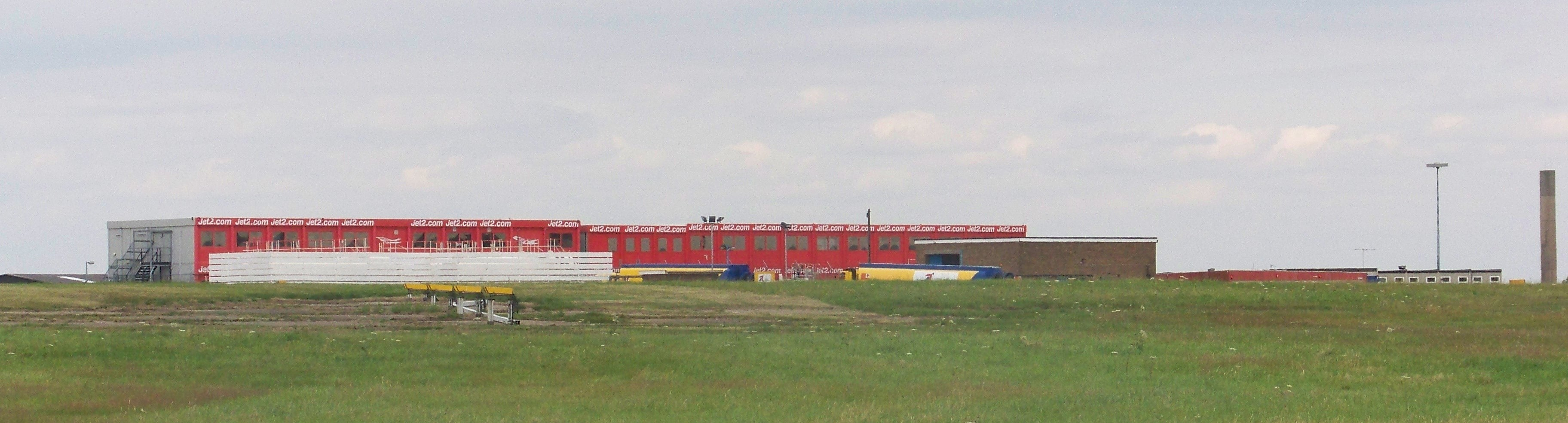
Low Fare Finder House, la sede de Jet2.com

Jet2.com es una aerolínea inglesa de bajo coste con sede en Leeds, Inglaterra.
Actualmente, Jet2.com vuela desde Leeds-Bradford, Belfast, Mánchester, Newcastle, Bristol, Edimburgo, East Midlands, Londres-Stansted y Glasgow a más de 50 destinos europeos entre los que se encuentran 15 españoles: Alicante, Almería, Barcelona, Gerona, Gran Canaria, Fuerteventura, Ibiza, Lanzarote, Lérida, Menorca, Málaga, Murcia, Palma, Reus y Tenerife.
La compañía llega a emplear unos 2600 trabajadores en temporada alta y ha transportado unos 4.7 millones de pasajeros en el año 2012, la cifra más alta de su historia. Desde el comienzo de su actividad ha transportado unos 9.5 millones de pasajeros entre España y el Reino Unido.

## Historia

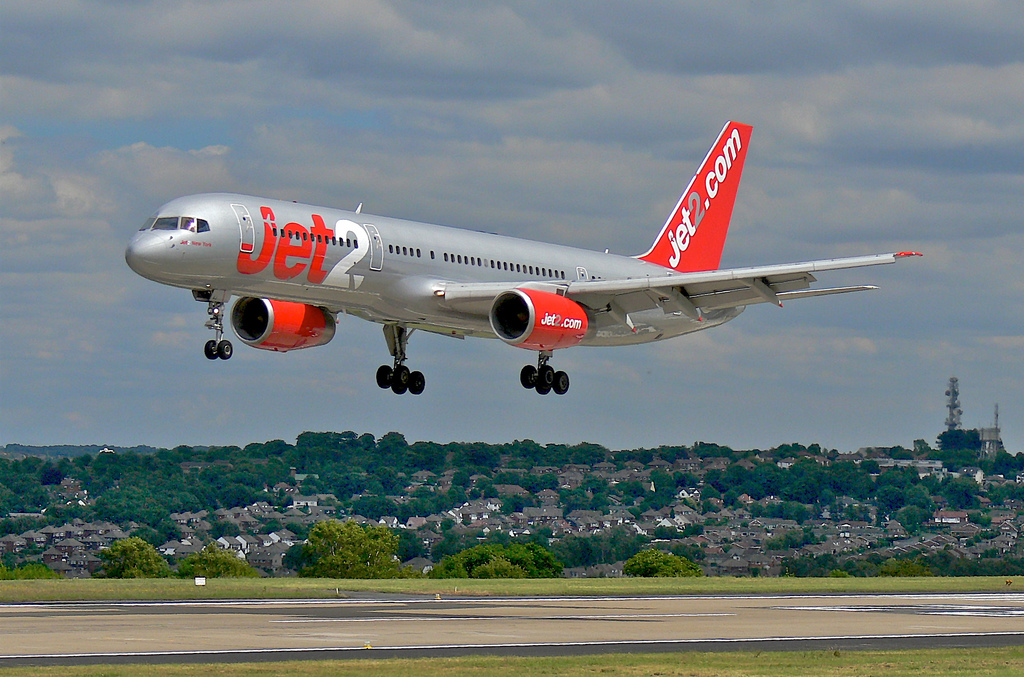
Jet2.com Boeing 757 aterrizando en el aeropuerto de Leeds Bradford, UK.

La aerolínea de bajo coste Jet2.com comenzó su actividad en octubre de 2002 desde el aeropuerto de Leeds Bradford, realizando su primer vuelo a Ámsterdam el 12 de febrero de 2003.
Es una compañía subsidiaria del Grupo Dart PLC, especializado en aviación y distribución con más de 30 años de experiencia en la aviación comercial y que cotiza, desde 1991, en la Bolsa de Londres bajo el nombre de Dart Group Plc. Este grupo es además propietario de cinco empresas subsidiarias entre las divisiones de distribución y servicios de aviación.
La venta de los billetes se realiza a través de su página web www.jet2.com, la cual dispone de una nueva herramienta denominada “Low Fare Finder”, que permite desplegar las mejores tarifas disponibles por destino, en cada uno de los vuelos y para el mes completo.
La aerolínea transportó en 2003, el año de comienzo de sus operaciones, unos 600.000 pasajeros y en abril de 2010 alcanzó el logro de los 20 millones de viajeros transportados desde su nacimiento.
El Grupo Dart tiene también una división separada, Jet2holidays.com, que desde 2007 ofrece paquetes de viajes que incorporan vuelos de jet2.com con transbordos con taxis o autobuses privados y alojamiento en hoteles. Los paquetes están disponibles desde los ocho aeropuertos en el Reino Unido a todos los destinos en España. Jet2holidays dispone del certificado ATOL para la protección y garantía de las vacaciones de sus clientes y recibió el premio como mejor turoperador hacia España y sus islas en los British Travel Awards de 2011.
En septiembre de 2010 Jet2.com anunció la apertura de su octava base en Reino Unido, en Glasgow, y en marzo de 2011 celebró el lanzamiento de su 50.ª ruta en España, la Alicante-Belfast.
En 2012 ha sido galardonada con premios importantes como “mejor aerolínea en vuelos de corta distancia” en los Global Travel Awards y "mejor aerolínea para grupos" en los "Group Travel Awards".
En abril de 2013, la aerolínea ha comunicado que estrenará vuelos a partir de abril de 2014 desde el aeropuerto de Fuerteventura, que se convertirá así en el 12º aeropuerto desde el que opera la compañía en España, así como la apertura en Alicante de su primera base en España.
En 2014 la aerolínea tiene previsto inaugurar en Lanzarote su segunda base en España.

## Estadísticas
|                                     | Número de Pasajeros | Número de Vuelos | Tasa de Ocupación | Variación |
| ----------------------------------- | ------------------- | ---------------- | ----------------- | --------- |
| 2003                                | 604,563             | 5,543            | 78.9%             |           |
| 2004                                | 1,211,139           | 11,266           | 79.1%             | 100.3%    |
| 2005                                | 2,376,900           | 24,151           | 74.5%             | 96.3%     |
| 2006                                | 2,831,922           | 26,808           | 77.2%             | 19.1%     |
| 2007                                | 3,860,266           | 34,358           | 73.6%             | 36.3%     |
| 2008                                | 3,454,578           | 27,851           | 79.4%             | 10.5%     |
| 2009                                | 3,089,340           | 24,282           | 81,6%             | 10.6%     |
| 2010                                | 3,338,921           | 24,708           | 83,6%             | 8.1%      |
| 2011                                | 4,235,752           | 29,806           | 87.3%             | 26.9%     |
| 2012                                | 4,776,257           | 32,520           | 89.0%             | 12.8%     |
| 2013                                | 5,515,021           | 36,064           | 89.8%             | 15.5%     |
| 2014                                | 6,007,549           | 39,362           | 89.0%             | 8.9%      |
| 2015                                | 5,853,447           | 36,657           | 91.3%             | 2.6%      |
| 2016                                | 6,721,129           | 41,796           | 90.8%             | 14.8%     |
| 2017                                | 9,695,445           | 58,541           | 90.6%             | 30.7%     |
| 2018                                | 12,170,681          | 70,963           | 91.4%             | 25.5%     |
| 2019                                | 14,393,162          | 82,931           | 90.9%             | 18.3%     |
| 2020                                | 2,851,455           | 20,287           | 74.8%             | 80.2%     |
| 2021                                | 3,168,738           | 27,879           | 62.9%             | 11.1%     |
| 2022                                | 15,533,430          | 92,062           | 87.8%             | 390.2%    |
| Fuente: UK Civil Aviation Authority |                     |                  |                   |           |

## Diseño

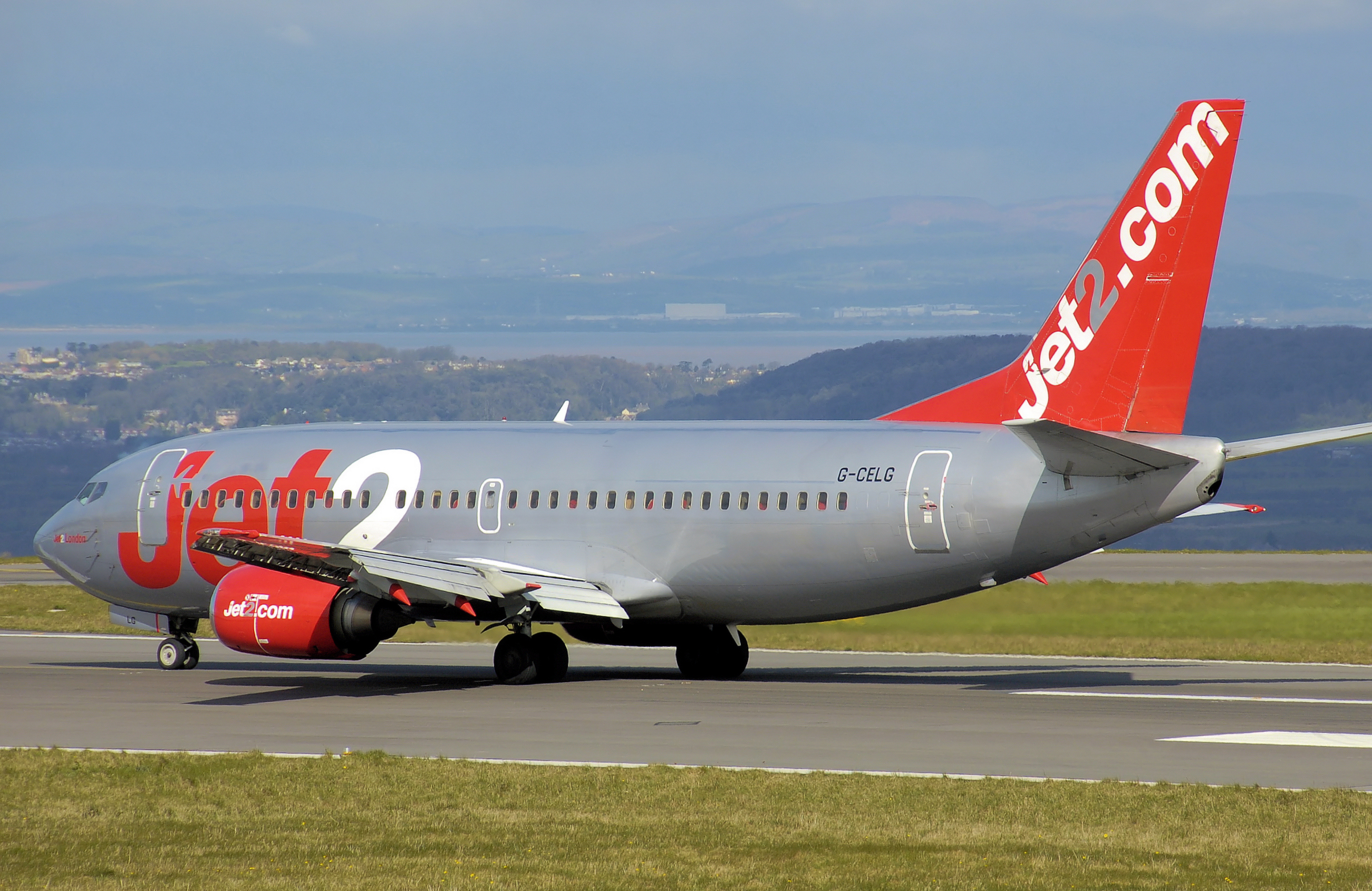
Boeing 737 en Bristol International Airport, UK.

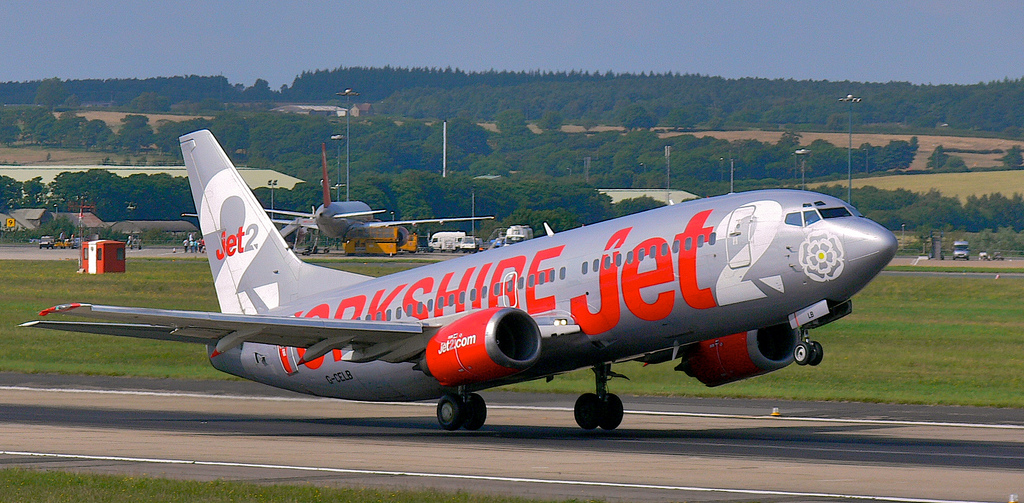
Boeing 737-300 jet2.com despega de Leeds Bradford Airport, UK.

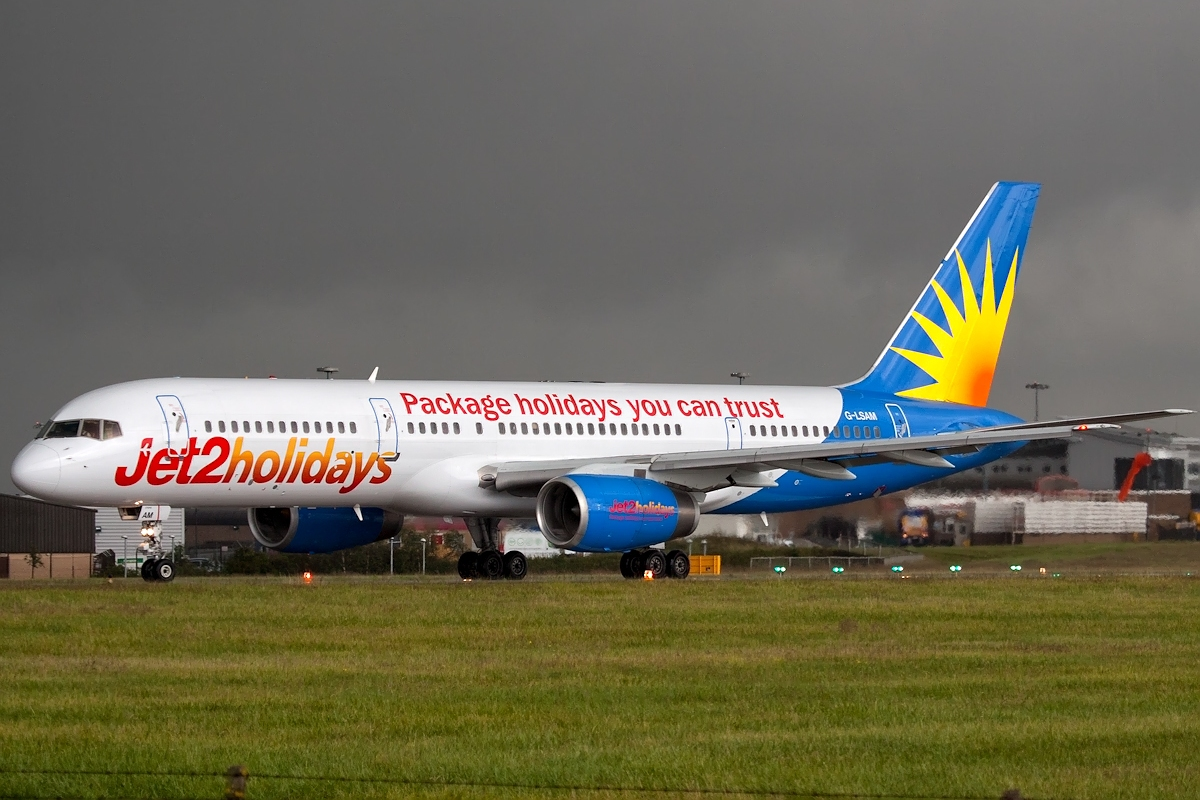
Jet2Holidays Boeing 757-200 en Leeds Bradford Airport, UK.

Los aviones de Jet2.com son de color plata con el logo de la compañía en rojo y blanco, Jet2.com, bien visible en todo el fuselaje. La mayoría de los aviones lleva el nombre de uno de los destinos a los que la compañía vuela, visible en uno de los lados de la punta anterior del aparato (entre ellos "Barcelona", "Lanzarote" o "Tenerife").

## Flota

### Flota Actual
La flota de Jet2.com a fecha de octubre de 2023 consta de los siguientes aviones, con una edad media de 15,6 años: